# Echter Meerkohl
Der Echte Meerkohl (Crambe maritima) ist eine Pflanzenart aus der Gattung Meerkohl (Crambe) innerhalb der Familie der Kreuzblütengewächse (Brassicaceae). Sie gedeiht von Natur aus an den Stränden der Nord- und Ostsee sowie des Schwarzen Meeres.

## Beschreibung

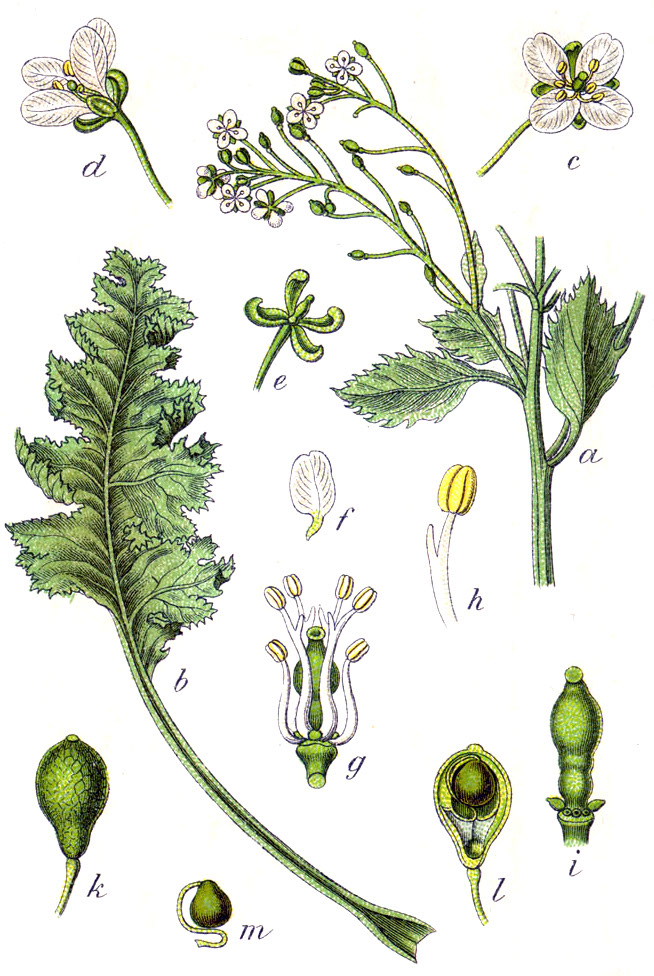
Echter Meerkohl (Crambe maritima), Illustration

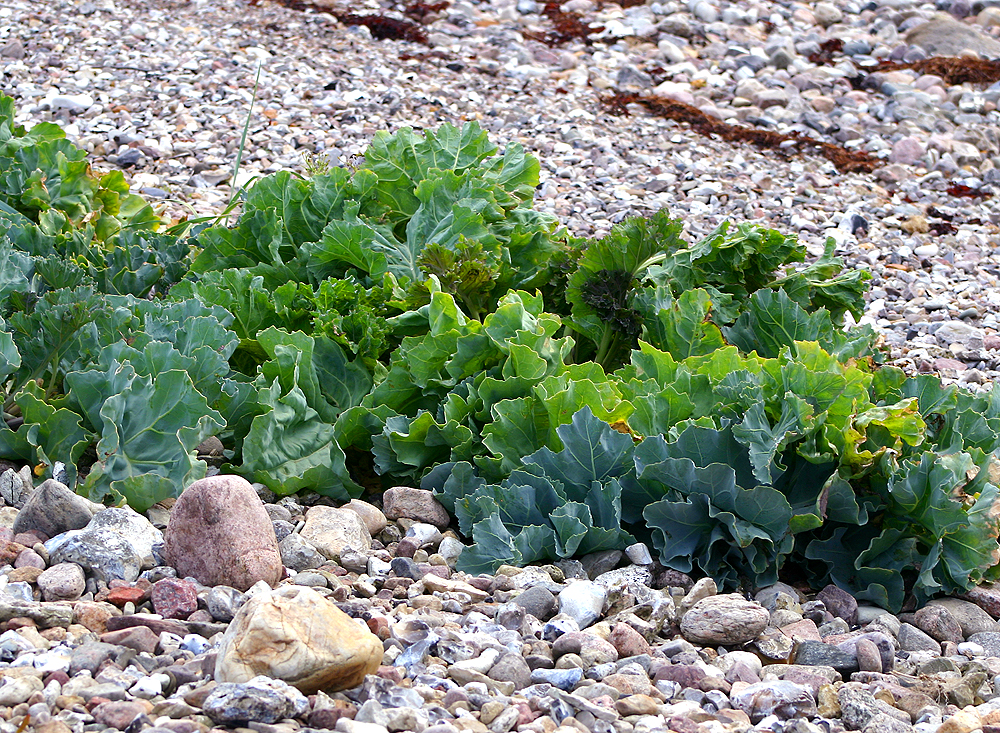
Habitus am Naturstandort

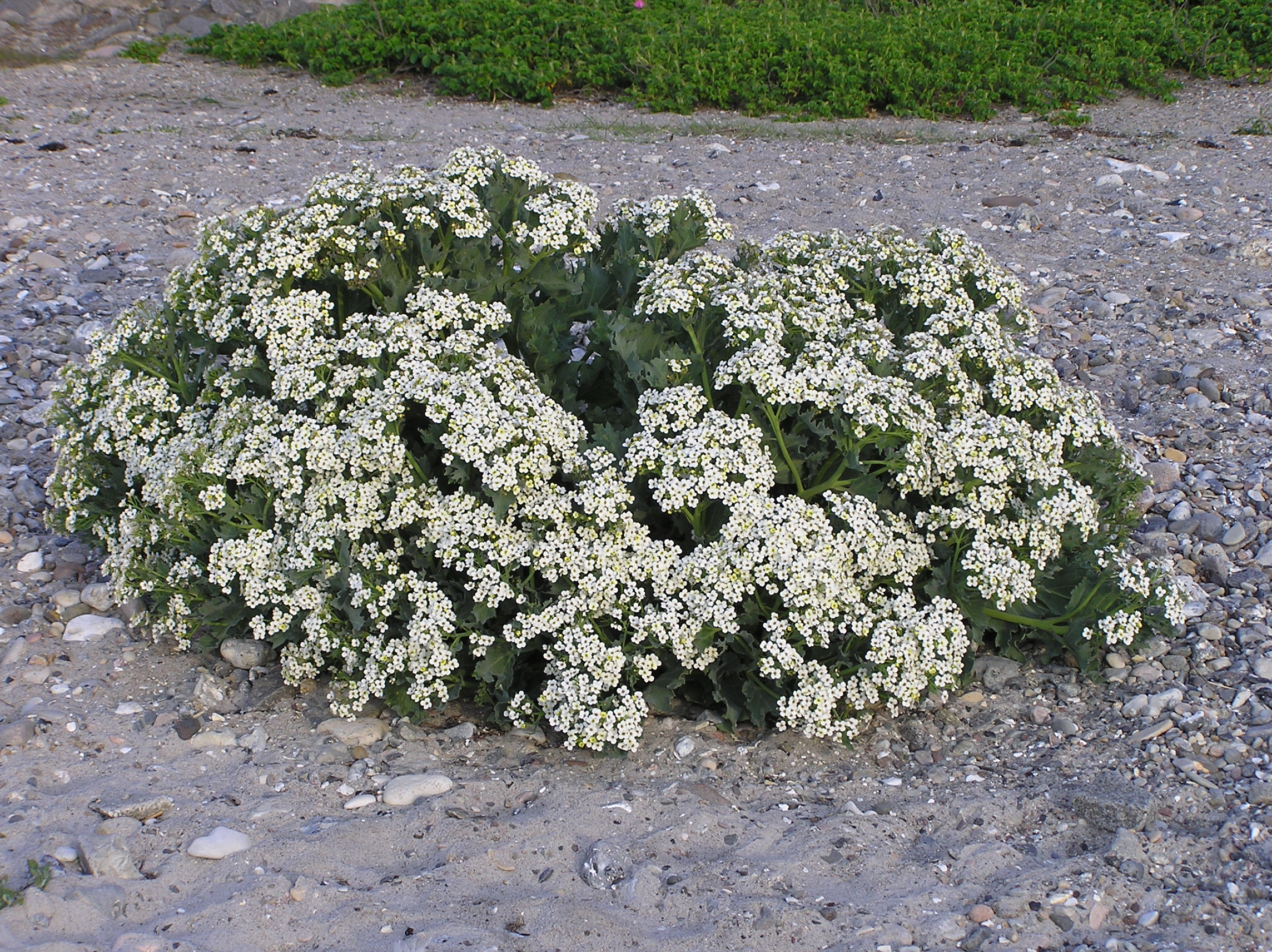
Habitus mit Blütenstand

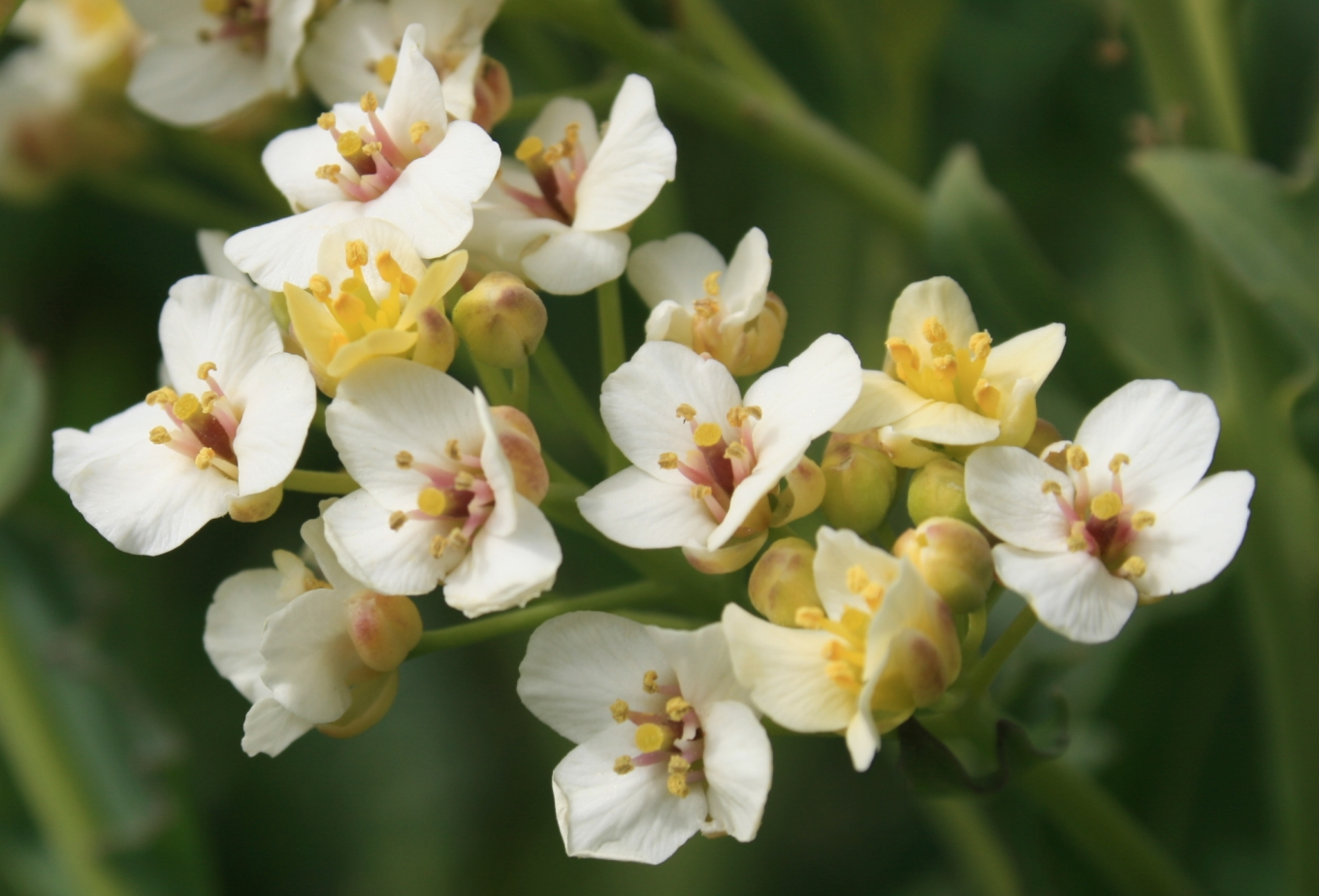
Ausschnitt eines Blütenstandes mit den vierzähligen Blüten

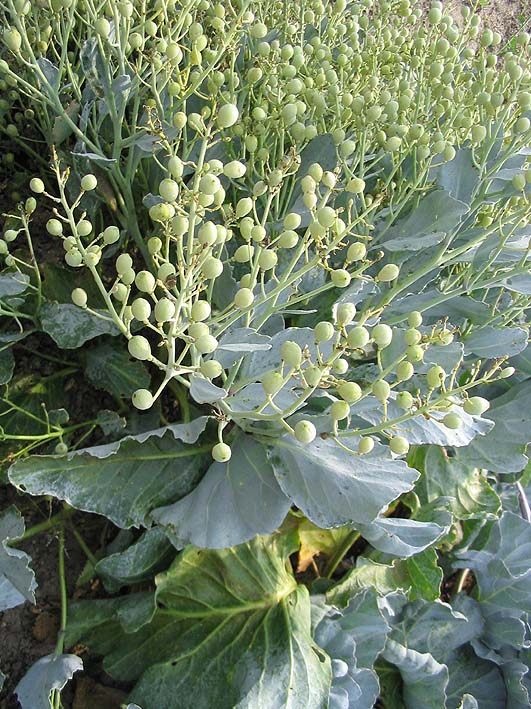
Fruchtstände mit den zweigliedrigen Schötchen

### Vegetative Merkmale
Der Echte Meerkohl wächst als überwinternd grüne, ausdauernde krautige Pflanze, die eine Wuchshöhen von 20 bis 50, selten bis zu 75 Zentimetern erreicht. Es wird eine dicke und verzweigte Wurzel gebildet. Der gedrungene, aufrechte Stängel ist vom Grund an sparrig verzweigt. Er ist am Grund 2 bis 3 Zentimeter dick, glatt und stielrund.
Die Blätter stehen in grundständigen Rosetten und am Stängel verteilt. Die unteren großen, kohlähnlichen  Blätter sind 4 bis 16 Zentimeter lang gestielt. Die blaugrüne, fleischige und kahle Blattspreite ist mit einer Länge von 10 bis 40 Zentimetern und einer Breite von 8 bis 30 Zentimetern länglich oder elliptisch-eiförmig bis eiförmig mit gelappten sowie welligen Blattrand. Die oberen Blätter sind den unteren ähnlich aber schmäler und lanzettlich oder linealisch. Sie besitzen einen unregelmäßig geteilten oder gebuchtet-gezähnten Blattrand.

### Generative Merkmale
Die Blütezeit reicht von Mai bis Juli. Der stark verzweigte, doldentraubige Blütenstand ist vielblütig. Die Blütenstiele sind 1 bis 2 Zentimeter lang. Die duftenden Blüten sind zwittrig und vierzählig. Die vier Kelchblätter weisen eine Länge von 3 bis 4 Millimetern und eine Breite von 2 bis 3,5 Millimetern auf. Die vier weißen Kronblätter weisen eine Länge von 8 bis 12 (6 bis 15) Millimetern und eine Breite von 4 bis, meist 5 bis 7 Millimetern auf. Die Kronblätter sind am Grund plötzlich in einen kurzen grünen Nagel verschmälert. Die Staubfäden sind 3 bis 4 Millimetern lang und die Staubbeutel sind 1 bis 1,5 Millimeter lang.
Der gedrungene Fruchtstiel besitzt eine Länge von 1,5 bis 3 (1 bis 3,7) Zentimeter. Das zweigliedrige Schötchen ist im unteren Teil mit einer Länge von 1 bis 4 Millimetern stielförmig. Das obere Teil ist mit einer Länge von 0,7 bis 1,2, selten bis zu 1,4 Zentimetern und einem Durchmesser von 6 bis 8 Millimetern fast kugelig bis eiförmig, hartschalig, gerippt sowie netznervig und enthält nur einen Samen. Der schwimmfähige Samen ist 4 bis 5 (bis 6) mm groß. Die Früchte werden natürlicherweise im Brandungsgebiet verteilt.
Die Chromosomenzahl beträgt 2n = 30, 60.

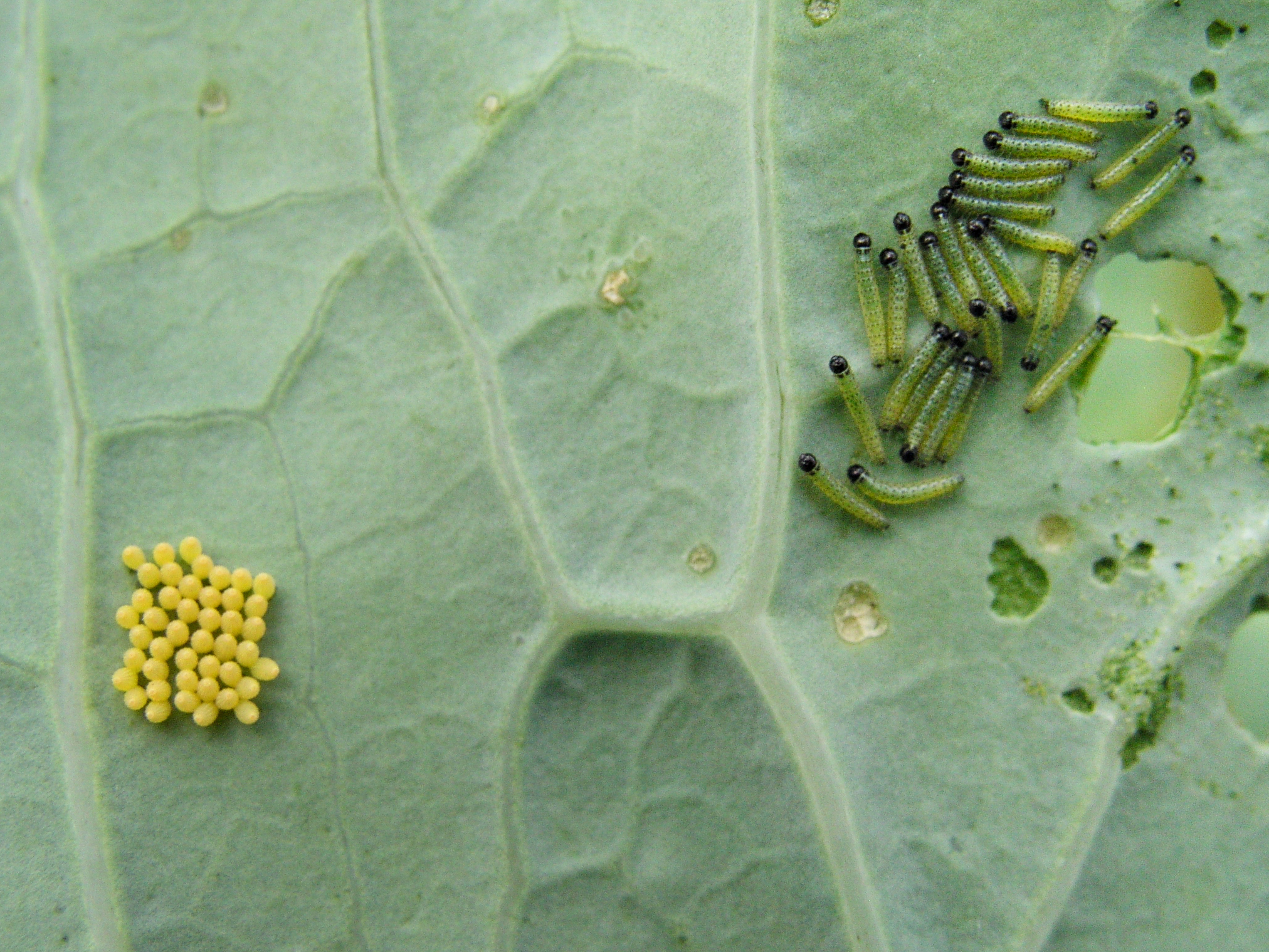
Eier und Raupen des Großen Kohlweißling (Pieris brassicae) am Echten Meerkohl

## Ökologie
Der Echte Meerkohl ist ein Hemikryptophyt –die Überdauerungsknospen solcher Pflanzen liegen an der Erdoberfläche. Außerdem ist der Echte Meerkohl eine Salzpflanze (Halophyt), die als solche an erhöhte Gehalte von leicht löslichen Salzen an ihrem Standort angepasst und unter diesen Bedingungen fortpflanzungsfähig ist.
Die Blüten sind „Stieltellerblumen“. Ihre Bestäubung erfolgt durch Insekten, aber auch Selbstbestäubung ist möglich. Die Früchte sind kugelige, einsamige Nussfrüchte, ein zweites stielartiges Fruchtfach enthält keine Samen. Die Diasporen unterliegen der Wind- und Schwimmausbreitung. Da das Randgewebe der reifen Frucht zum Teil mit Luft gefüllt ist, können die Früchte bis zu 4 Wochen vor dem Untersinken bewahrt werden. Eine Pflanze kann 20000 bis 30000 Früchte entwickeln. Die Samen sind reich an fettem Öl.
Der Echte Meerkohl ist Raupen-Futterpflanze des polyphagen Großen Kohlweißling (Pieris brassicae).

## Vorkommen
Das Verbreitungsgebiet reicht von Jordanien, dem europäischen Teil der Türkei, dem europäischen Teil Russlands, Dänemark, Finnland, Irland, Norwegen, Schweden, Vereinigten Königreich, Belgien, Deutschland, dem nördlichen Bereich der Niederlande, Frankreich, Belarus, Estland, Lettland, Litauen, Ukraine bis ins östliche Bulgarien sowie östliche Rumänien.
Im Lincoln County in Oregon ist Crambe maritima ein Neophyt.
Der Gewöhnliche Meerkohl wächst an den Küsten der Nord- und westlichen Ostsee sowie am Schwarzen Meer. Da er stark salzhaltige Böden (Sand und Geröll) besiedelt, hat er kaum Konkurrenz im Pflanzenreich. Meerkohlstauden wirken daher solitär auf sonst weithin vegetationslosen Küstenbereichen. Die traditionelle Verwendung als Nahrung und Viehfutter hat seine Bestände bis in die Gegenwart stark schrumpfen lassen, sodass er nur noch in Schutzgebieten oder schwer zugänglichen Strandgebieten wächst.
Der Gewöhnliche Meerkohl ist in Mitteleuropa eine Charakterart des Assoziation Crambetum maritimae aus dem Atriplicion littoralis-Verband in der Klasse der Meersenf-Spülsaum-Gesellschaften.

## Naturschutz
Der Echte Meerkohl steht in Deutschland und in anderen europäischen Ländern unter Naturschutz. Da er trotz Verbot immer noch geerntet wird bzw. die Küstenbereiche, in denen er natürlicherweise vorkommt, beweidet werden (Dänemark), ist er weiterhin sehr gefährdet, und kommt außerhalb von zugangsgesperrten Naturschutzgebieten nur noch äußerst selten vor.

## Systematik
Die Erstveröffentlichung von Crambe maritima erfolgte 1753 durch Carl von Linné in Species Plantarum, 2, S. 671. Synonyme für Crambe maritima L. sind: Cakile pontica Prokudin, Cochlearia maritima (L.) Crantz, Crambe pontica Steven ex Rupr. Das Artepitheton maritima bedeutet „vom Meer“.

## Trivialnamen
Für den Echten Meerkohl bestehen bzw. bestanden auch die weiteren deutschsprachigen Trivialnamen Meerkohl, Seekohl und Strandkohl.

## Inhaltsstoffe
Echter Meerkohl enthält, wie alle Kreuzblütler, größere Mengen an Senfölglykosiden (insbesondere Epiprogoitrin), vor allem in den Samen (153 µmol/g), in geringerem Maße (5,4–7,3 µmol/g) aber auch in den etiolierten Sprossen. Die Senfölglykosiden werden beim Blanchieren (4 Minuten) zu 30 % und beim Kochen (20 Minuten) zu 76 % abgebaut. Die Gehalte werden, im Vergleich zu anderen als Gemüse verwendeten Kreuzblütlern, als unbedenklich gewertet. Auch das Senfölglycosid Sinigrin wurde in der Pflanze nachgewiesen.
Analysen der Sprossen zeigen erhöhte Werte für die Vitamine B1 (0,27 mg/100 g) und B9 (0,10 mg/100 g). Die Gehalte der übrigen Vitamine lassen sich als durchschnittlich bezeichnen. In Bezug auf die Mineralstoffe zeichnet sich Crambe maritima durch – im Vergleich zum Natriumgehalt erhöhte – Kaliumgehalte und ein günstiges Calcium/Phosphor-Verhältnis von 0,90 aus.

## Nutzung
Der Echte Meerkohl wird als Wildgemüse gesammelt. In England (seit dem frühen 18. Jahrhundert) und Frankreich wird er als Gemüsepflanze angebaut. Später wurde er auch in Oregon eingeführt, wo er als Delikatesse galt. Allerdings gedeiht er im Binnenland weniger gut.
Genutzt werden traditionell die etiolierten Sprossen, die ähnlich wie Spargel zubereitet werden.